# Řády, vyznamenání a medaile Konžské demokratické republiky
Státní vyznamenání Konžské demokratické republiky zahrnují následující řády a medaile:

## Řády
- Řád národních hrdinů Kabila-Lumumba (Ordre National «Héros-Nationaux, Kabila-Lumumba») je nejvyšší státní vyznamenání Konžské demokratické republiky. Byl založen roku 2002 a je udílen občanům republiky i cizím státním příslušníkům za zásluhy a oddanou službu státu.

## Medaile
- Medaile za občanské zásluhy (Médaille du mérite civique) je udílena ve třech třídách (zlaté, stříbrné a bronzové).
- Medaile za zásluhy o umění, vědu a literaturu (Médaille du mérite des Arts, Sciences et Lettres) je udílena ve třech třídách (zlaté, stříbrné a bronzové).[3]
- Medaile za sportovní zásluhy (Médaille du mérite sportif)
- Medaile za zemědělské zásluhy (Médaille du mérite agricole)
- Záslužná medaile za mateřství (Médaille du mérite meternel)
- Záslužná medaile za manželství (Médaille du mérite conjugale)
- Medaile míru (Médaille de la paix)
- Medaile vojáka za osvobození (Médaille du Combattant de la libération)
- Medaile vojáka za osvobození 17. května (Médaille du Combattant de la libération du 17 mai)
- Kříž za vojenskou statečnost (Croix de la bravure militaire) je udílena s hvězdou nebo palmou.
- Vojenský kříž (Croix militaire) je udílen ve dvou třídách.
- Vojenské vyznamenání (Décoration militaire) je udíleno ve dvou třídách.
- Policejní kříž za statečnost (Croix de la bravoure policière) je udílen s hvězdou, palmou nebo sponou.
- Policejní kříž (Croix policière) je udílen ve třech třídách.
- Policejní vyznamenání (Décoration policière) je udíleno ve dvou třídách.